# جانيس ليند
جانيس ليند (بالإنجليزية: Janice Lynde)‏ هي ممثلة أمريكية، ولدت في 28 مارس 1948 في ليك تشارلز في الولايات المتحدة.

## أعمال

### مسلسلات
- عالم آخر

## وصلات خارجية
- جانيس ليند على موقع IMDb (الإنجليزية)
- جانيس ليند على موقع قاعدة بيانات برودواي على الإنترنت (الإنجليزية)
- جانيس ليند على موقع قاعدة بيانات الفيلم (الإنجليزية)